# یو یوشیدا
یو یوشیدا (انگلیسی: Yoh Yoshida؛ زادهٔ ۳ فوریهٔ ۱۹۷۴) یک هنرپیشه اهل ژاپن است. وی از سال ۱۹۹۷ میلادی تاکنون مشغول فعالیت بوده‌است.